# Ichneumon popofensis
Ichneumon popofensis là một loài tò vò trong họ Ichneumonidae.